# The Silent Sea
The Silent Sea (고요의 바다?, Goyo-eui badaLR) è una serie televisiva sudcoreana a tema thriller/fantascientifico scritta da Park Eun-kyo e diretta da Choi Hang-yong, adattamento del cortometraggio The Sea of Tranquility scritto e diretto dallo stesso regista nel 2014.
È stata distribuita nella sua unica stagione, in otto episodi, dal 24 dicembre 2021, in concomitanza con la vigilia di Natale, in tutti i paesi in cui è disponibile Netflix.

## Trama
Ambientato tra il pianeta Terra, in un futuro in cui la progressiva desertificazione ha compromesso la sopravvivenza dei suoi abitanti, e la Luna, la trama si snoda tra le difficoltà sociali delle classi più basse, alle quali viene razionata l'acqua, e quelle più elevate, raccontando la missione inviata sul satellite terrestre che deve fare luce sulla sorte di una stazione spaziale abbandonata dalla quale deve recuperare un misterioso campione.